# STANAG
STANAG（英語: Standardization Agreement）は、北大西洋条約機構（NATO）加盟国の間で取り決められた標準化規格。軍事技術や弾薬装備兵站などを共通化するための規格であり、NATOの2つの公用語である英語とフランス語で出版されている。
7.62x51mm NATO弾など、NATOにより標準化されている物は全てSTANAGで定義されている。規格の一部はアメリカのMIL規格とも重複しており、例えばSTANAG 2324とMIL-STD-1913はピカティニー・レールについて定めた同じ内容である。

## 番号と内容

### 弾薬
- 小火器用
  - STANAG 4090 - 9×19mm弾
  - STANAG 4820 - 4.6×30mm弾
  - STANAG 4509 - 5.7×28mm弾
  - STANAG 4172 - 5.56×45mm弾
  - STANAG 2310 - 7.62×51mm弾
  - STANAG 4383 - 12.7×99mm弾
- 機関砲用
  - STANAG 3585 - 20×102mm弾
  - STANAG 4173 - 25×137mm弾
  - STANAG 3820 - 27×145mmB弾
  - STANAG 3231 - 30×113mmB弾
  - STANAG 4624 - 30×173mm弾
  - STANAG 4516 - 35×228mm弾
- 戦車砲用
  - STANAG 4458 - 105×617mmR弾（英語版）
  - STANAG 4385 - 120×570mm弾（英語版）
- 榴弾砲用
  - STANAG 4425 - 105 mm口径
  - STANAG 4425 - 155 mm口径

### その他の装備
- STANAG 4179 - STANAG マガジン
- STANAG 2324 - ピカティニー・レール
- STANAG 4569 - 軽装甲車両および輸送車両の対弾丸・対地雷能力を表記。
- 戦術データ・リンク
  - STANAG 5511 - リンク 11
  - STANAG 5514 - リンク 14
  - STANAG 5516 - リンク 16
  - STANAG 5522 - リンク 22

## 互換性
- NATO加盟国の間で規格を共通化し、弾薬等を共通化しようとしたSTANAG規格であるが、現実には加盟国ごとに製造方法が異なり、ある国で製造した弾薬を他の国のSTANAG規格対応の火砲で発射できるかどうか実際に試験している事は稀で、本当に互換性があるかどうかは未検証の場合が多いという実態がある[1]。
- ロシアのウクライナ侵攻において、ドイツが提供したゲパルト自走対空砲にノルウェーから提供された35mm口径弾を使用しようとしたところ、砲弾がゲパルトに認識されないエラーが発生し、改善型の弾薬の生産及び既存弾薬のアップグレード作業が必要になる事態が発生した[2]。